# Charles Franklin Reaugh
Charles Franklin Reaugh (29 décembre 1860 - 6 mai 1945), était un artiste, photographe, inventeur, enseignant américain, surnommé le doyen des peintres texans (Dean of Texas Painters). Il réalisa de nombreux dessins et tableaux sur les Grandes Plaines et le Sud-Ouest des États-Unis. Il fit partie de la Society of Western Artists. Il mourut à Dallas en 1945.